# 蒿川乡
蒿川乡，是中华人民共和国宁夏回族自治区中卫市沙坡头区一个已撤销的乡级行政区，2015年，宁夏回族自治区人民政府批复同意撤销蒿川乡，将其所辖行政区域划归兴仁镇。